# Голям-Поровець
Голя́м-По́ровець (болг. Голям Поровец) — село в Разградській області Болгарії. Входить до складу общини Ісперих.

## Населення
За даними перепису населення 2011 року у селі проживали 569 осіб.
Національний склад населення села:
| Національність   | Кількість осіб | Відсоток |
| ---------------- | -------------- | -------- |
| турки            | 462            | 82,1%    |
| болгари          | 92             | 16,3%    |
| цигани           | 0              | 0%       |
| інша             | 3              | 0,5%     |
| не визначились   | 6              | 1,1%     |
| Всього відповіли | 563            |          |

Розподіл населення за віком у 2011 році:
Динаміка населення: